# گلنکو (کالیفرنیا)
گلنکو (به انگلیسی: Glencoe) یک منطقهٔ مسکونی در ایالات متحده آمریکا است که در شهرستان کالاوراس، کالیفرنیا واقع شده‌است. گلنکو ۸۳۸ متر بالاتر از سطح دریا واقع شده‌است.